# SP Group
SP Group es una empresa española dedicada al diseño, desarrollo y fabricación de envases flexibles y termoformables para los sectores alimentario, farmacéutico, de higiene y otros mercados industriales. Con sede en Villarrubia (Córdoba), la compañía ofrece soluciones de packaging que combinan sostenibilidad, funcionalidad y alta capacidad de personalización mediante tecnologías avanzadas de extrusión, impresión y laminación.

## Historia
SP Group tiene su origen en la empresa Plastienvase S.L., fundada en 1985 por José Luis y Francisco Bernal. La compañía nació como la evolución de un taller de plásticos y una imprenta heredados de su padre, Francisco Bernal Hidalgo.
En 1990, Plastienvase adquirió Multibarrera, una empresa con sede en Espiel (Córdoba), lo que amplió su capacidad productiva. En 2009, la compañía dio un paso importante en su expansión internacional con la compra de una planta en Arras (Francia) y el inicio de su actividad bajo la marca unificada SP Group.
En julio de 2024, la empresa incorporó a Rotor Print, S.L. (Barcelona) como parte de su grupo empresarial, convirtiéndose en accionista mayoritario y fortaleciendo su presencia en el sector farmacéutico.

## Actividad y estructura
SP Group ofrece soluciones de envase flexible y termoformado, incluyendo:
•Extrusión de films monocapa y multicapa.
•Laminación para estructuras complejas.
•Impresión flexográfica, huecograbado y digital.
•Fabricación de bobinas y bolsas preformadas.
•Desarrollo de soluciones personalizadas para alimentos frescos, congelados, platos preparados, golosinas, snacks, productos farmacéuticos, entre otros.
Desde 2024, el grupo incluye también a Rotor Print, especializado en packaging farmacéutico, con fabricación en salas blancas ISO 8 y cumplimiento de normativas GMP, ISO 15378 y BRCGS.

## Localización e instalaciones
SP Group opera con plantas de producción en:
•Villarrubia (Córdoba) – Sede central, extrusión, impresión, laminación y conversión.
•Espiel (Córdoba) – Producción de láminas termoformables.
•Arras (Francia) – Especializada en impresión en huecograbado y operaciones para el mercado europeo.
•Olost (Barcelona) – Rotor Print, especializado en packaging farmacéutico.
En 2024, la empresa contaba con más de 900 empleados y exportaciones superiores a los 61 millones de euros, principalmente a Francia, Alemania, Reino Unido, Países Bajos, Suecia, Bélgica y Portugal.

## Certificaciones y sostenibilidad
SP Group cuenta con diversas certificaciones, entre ellas:
•ISO 9001 (calidad)
•ISO 14001 (medio ambiente)
•ISO 50001 (eficiencia energética)
•BRC Packaging
•Certificados ECONSENSE y RETRAY
•Aprobación EFSA para materiales reciclados de uso alimentario

## Productos y tecnología
SP Group produce envases principalmente para estas industrias:
•Carne y embutidos.
•Quesos y productos lácteos.
•Platos preparados (apto microondas/vacío).
•Golosinas y snacks.
•Envases farmacéuticos primarios y secundarios.
La compañía invierte en I+D+i con foco en estructuras sostenibles, reciclables, y adaptadas a los retos normativos europeos. Su línea de innovación incluye el sistema TRAY2TRAY, que promueve la circularidad de bandejas de PET reciclado.